# Isserstedter Holz
Das Naturschutzgebiet Isserstedter Holz liegt auf dem Gebiet der Stadt Jena in Thüringen. Es erstreckt sich 
nordwestlich der Kernstadt Jena an der am südwestlichen Rand des Gebietes verlaufenden B 7. Am nordöstlichen Rand des Gebietes verlaufen die Landesstraße L 2301 und nordwestlich die L 1060. Es gehört zum Landschaftsschutzgebiet "Mittleres Saaletal".

## Bedeutung
Das 118,4 ha große Gebiet mit der NSG-Nr. 148 wurde im Jahr 1961 unter Naturschutz gestellt. Ein Teilgebiet hiervon ist das Jenaer Mühltal. 
Das Naturschutzgebiet ist Teil des größeren FFH-Gebietes „Isserstedter Holz - Mühltal - Windknollen“.